# Snooker-Saison 2011/12
Die Snooker-Saison 2011/12 war eine Serie von Snooker-Turnieren, die der Main Tour angehörten.
Der provisorische Kalender wurde von der World Professional Billiards & Snooker Association (WPBSA) Ende 2010 veröffentlicht. Mit dem Brazil Masters fand erstmals ein Turnier in Südamerika und mit den Australian Goldfields Open erstmals ein Turnier in Australien statt. Ebenfalls neu war der World Cup, der nach einem Jahrzehnt Pause wiederbelebt wurde.
Das Teilnehmerfeld der Main Tour bestand in dieser Saison aus 99 – zuvor 96 – Spielern, was für die Ranglistenturniere eine zusätzliche 5. Qualifikationsrunde erforderlich machte, sofern nicht mehr als zwei Spieler ihre Teilnahme am Turnier absagten.
Ansonsten wurden viele Neuerungen der Vorsaison, etwa die Players-Tour-Championship-Serie oder das Snooker Shoot-Out, beibehalten.

## Saisonergebnisse
| Datum                                | Turnier                         | Austragungsort | Art                   | Sieger              | Finalist          | Ergebnis |
| 7. Juli bis 10. Juli 2011            | Wuxi Classic 2011               | Wuxi           | Einladungsturnier     | Mark Selby          | Allister Carter   | 9:7      |
| 11. Juli bis 17. Juli 2011           | World Cup 2011                  | Bangkok        | Einladungsturnier     | Volksrepublik China | Nordirland        | 4:2      |
| 18. Juli bis 24. Juli 2011           | Australian Goldfields Open 2011 | Bendigo        | Weltranglistenturnier | Stuart Bingham      | Mark Williams     | 9:8      |
| 5. September bis 11. September 2011  | Shanghai Masters 2011           | Shanghai       | Weltranglistenturnier | Mark Selby          | Mark Williams     | 10:9     |
| 15. September bis 18. September 2011 | Brazil Masters 2011             | Florianópolis  | Einladungsturnier     | Shaun Murphy        | Graeme Dott       | 5:0      |
| 5. November bis 6. November 2011     | World Seniors Championship 2011 | Peterborough   | Einladungsturnier     | Darren Morgan       | Steve Davis       | 2:1      |
| 19. November bis 20. November 2011   | Power Snooker Masters 2011      | Manchester     | Einladungsturnier     | Martin Gould        | Ronnie O’Sullivan | 286:258  |
| 18. August bis 27. November 2011     | Premier League Snooker 2011     | wechselnd      | Einladungsturnier     | Ronnie O’Sullivan   | Ding Junhui       | 7:1      |
| 3. Dezember bis 11. Dezember 2011    | UK Championship 2011            | York           | Weltranglistenturnier | Judd Trump          | Mark Allen        | 10:8     |
| 15. Januar bis 22. Januar 2012       | Masters 2012                    | London         | Einladungsturnier     | Neil Robertson      | Shaun Murphy      | 10:6     |
| 27. Januar bis 29. Januar 2012       | Snooker Shoot-Out 2012          | Blackpool      | Einladungsturnier     | Barry Hawkins       | Graeme Dott       | 61:23    |
| 1. Februar bis 5. Februar 2012       | German Masters 2012             | Berlin         | Weltranglistenturnier | Ronnie O’Sullivan   | Stephen Maguire   | 9:7      |
| 13. Februar bis 19. Februar 2012     | Welsh Open 2012                 | Newport        | Weltranglistenturnier | Ding Junhui         | Mark Selby        | 9:6      |
| 27. Februar bis 4. März 2012         | Haikou World Open 2012          | Haikou         | Weltranglistenturnier | Mark Allen          | Stephen Lee       | 10:1     |
| 9. Januar bis 22. März 2012          | Championship League 2012        | Stock          | Einladungsturnier     | Ding Junhui         | Judd Trump        | 3:1      |
| 26. März bis 1. April 2012           | China Open 2012                 | Peking         | Weltranglistenturnier | Peter Ebdon         | Stephen Maguire   | 10:9     |
| 21. April bis 7. Mai 2012            | World Championship 2012         | Sheffield      | Weltranglistenturnier | Ronnie O’Sullivan   | Allister Carter   | 18:11    |

## Players Tour Championship
| #      | Datum                                                           | Turnier                                              | Austragungsort              | Sieger            | Finalist          | Ergebnis |
| 1      | 18. Juni bis 22. Juni 2011                                      | PTC Event 1                                          | Sheffield                   | Ronnie O’Sullivan | Joe Perry         | 4:0      |
| 2      | 6. August bis 10. August 2011                                   | PTC Event 2                                          | Gloucester                  | Judd Trump        | Ding Junhui       | 4:0      |
| 3      | 17. August bis 21. August 2011                                  | PTC Event 3                                          | Sheffield                   | Ben Woollaston    | Graeme Dott       | 4:2      |
| 4      | 25. August bis 28. August 2011                                  | PTC Event 4 – Paul Hunter Classic 2011               | FürthE                      | Mark Selby        | Mark Davis        | 4:0      |
| 5      | 21. September bis 25. September 2011                            | PTC Event 5                                          | Sheffield                   | Andrew Higginson  | John Higgins      | 4:1      |
| 6      | 29. September bis 2. Oktober 2011                               | PTC Event 6 – Warsaw Classic 2011                    | WarschauE                   | Neil Robertson    | Ricky Walden      | 4:1      |
| 7      | 5. Oktober bis 9. Oktober 2011                                  | PTC Event 7 – Kay Suzanne Memorial Trophy 2011       | Gloucester                  | Ronnie O’Sullivan | Matthew Stevens   | 4:2      |
| 8      | 20. Oktober bis 23. Oktober 2011                                | PTC Event 8 – Alex Higgins International Trophy 2011 | KillarneyE                  | Neil Robertson    | Judd Trump        | 4:1      |
| 9      | 10. November bis 13. November 2011                              | PTC Event 9 – Antwerp Open 2011                      | AntwerpenE                  | Judd Trump        | Ronnie O’Sullivan | 4:3      |
| 10     | 27. November bis 30. November 2011                              | PTC Event 10                                         | Sheffield                   | Michael Holt      | Dominic Dale      | 4:2      |
| 11     | 17. Dezember bis 19. Dezember 2011                              | PTC Event 11                                         | SheffieldE                  | Tom Ford          | Martin Gould      | 4:3      |
| 12     | 15. Dezember bis 16. Dezember 2011 6. Januar bis 8. Januar 2012 | PTC Event 12 – FFB Snooker Open 2012                 | Sheffield FürstenfeldbruckE | Stephen Maguire   | Joe Perry         | 4:2      |
| Finale | 14. März bis 18. März 2012                                      | Grand Finals                                         | Galway                      | Stephen Lee       | Neil Robertson    | 4:0      |

E Diese Turniere wurden als europäische Turniere gewertet, die anderen Turniere als UK-Turniere

## Weltrangliste
Seit der Vorsaison wird die Snookerweltrangliste mehrfach in der Saison aktualisiert. Die aktualisierte Rangliste bildet dann die Basis für die Setzliste der folgenden Turniere.
Diese Änderung im Regelwerk spiegelt zum einen den aktuellen Leistungsstand der Snookerspieler besser wider und verhindert zudem, dass immer wieder die gleichen Spieler aufeinandertreffen. Die Rangliste umfasst aber weiterhin einen Zeitraum von 24 Monaten. So wird verhindert, dass sich ein Spieler mit nur einem großen Turniersieg sehr schnell oben in der Rangliste festsetzen kann. Vielmehr will man kontinuierlich gute Leistungen belohnt wissen.
Für die Folgesaison qualifizierten sich die Spieler auf den Plätzen 1–64 zu Saisonende, sowie zusätzlich die grün markierten Spieler
| Platz 1–16 | Saisonanfang 18. Juni 2011 | Cut off Point 1 3. Oktober 2011 | Cut off Point 2 9. Januar 2012 | Cut off Point 3 20. Februar 2012 | Saisonende 8. Mai 2012 |     |
| ---------- | -------------------------- | ------------------------------- | ------------------------------ | -------------------------------- | ---------------------- | --- |
| 1          | Mark Williams              | Mark Selby                      | Mark Selby                     | Mark Selby                       | Mark Selby             | +2  |
| 2          | John Higgins               | Mark Williams                   | Mark Williams                  | Mark Williams                    | Judd Trump             | +7  |
| 3          | Mark Selby                 | John Higgins                    | John Higgins                   | Judd Trump                       | Mark Williams          | −2  |
| 4          | Ding Junhui                | Neil Robertson                  | Neil Robertson                 | Shaun Murphy                     | Stephen Maguire        | +4  |
| 5          | Neil Robertson             | Ding Junhui                     | Judd Trump                     | Neil Robertson                   | John Higgins           | −3  |
| 6          | Allister Carter            | Shaun Murphy                    | Shaun Murphy                   | John Higgins                     | Shaun Murphy           | +1  |
| 7          | Shaun Murphy               | Allister Carter                 | Graeme Dott                    | Ding Junhui                      | Neil Robertson         | −2  |
| 8          | Stephen Maguire            | Judd Trump                      | Stephen Maguire                | Stephen Maguire                  | Stephen Lee            | +10 |
| 9          | Judd Trump                 | Stephen Maguire                 | Ding Junhui                    | Graeme Dott                      | Ronnie O’Sullivan      | +2  |
| 10         | Graeme Dott                | Graeme Dott                     | Mark Allen                     | Mark Allen                       | Matthew Stevens        | +4  |
| 11         | Ronnie O’Sullivan          | Stuart Bingham                  | Allister Carter                | Martin Gould                     | Ding Junhui            | −7  |
| 12         | Mark Allen                 | Mark Allen                      | Martin Gould                   | Stephen Lee                      | Mark Allen             |     |
| 13         | Peter Ebdon                | Stephen Lee                     | Matthew Stevens                | Allister Carter                  | Graeme Dott            | −3  |
| 14         | Matthew Stevens            | Ronnie O’Sullivan               | Stuart Bingham                 | Ronnie O’Sullivan                | Martin Gould           | +7  |
| 15         | Jamie Cope                 | Matthew Stevens                 | Stephen Lee                    | Matthew Stevens                  | Ricky Walden           | +5  |
| 16         | Stephen Hendry             | Martin Gould                    | Ronnie O’Sullivan              | Stuart Bingham                   | Stuart Bingham         | +1  |

| Platz 17–99 | Saisonanfang 18. Juni 2011 | Cut off Point 1 3. Oktober 2011 | Cut off Point 2 9. Januar 2012 | Cut off Point 3 20. Februar 2012 | Saisonende 8. Mai 2012 |     |
| ----------- | -------------------------- | ------------------------------- | ------------------------------ | -------------------------------- | ---------------------- | --- |
| 17          | Stuart Bingham             | Mark Davis                      | Mark Davis                     | Mark Davis                       | Allister Carter        | −11 |
| 18          | Stephen Lee                | Jamie Cope                      | Ricky Walden                   | Ricky Walden                     | Andrew Higginson       | +7  |
| 19          | Mark Davis                 | Peter Ebdon                     | Andrew Higginson               | Stephen Hendry                   | Mark Davis             |     |
| 20          | Ricky Walden               | Andrew Higginson                | Stephen Hendry                 | Andrew Higginson                 | Peter Ebdon            | −7  |
| 21          | Martin Gould               | Stephen Hendry                  | Jamie Cope                     | Marco Fu                         | Stephen Hendry         | −5  |
| 22          | Barry Hawkins              | Ricky Walden                    | Marcus Campbell                | Barry Hawkins                    | Barry Hawkins          |     |
| 23          | Marco Fu                   | Barry Hawkins                   | Barry Hawkins                  | Jamie Cope                       | Dominic Dale           | +8  |
| 24          | Marcus Campbell            | Marcus Campbell                 | Marco Fu                       | Marcus Campbell                  | Joe Perry              | +3  |
| 25          | Andrew Higginson           | Mark King                       | Dominic Dale                   | Joe Perry                        | Marcus Campbell        | −1  |
| 26          | Mark King                  | Dominic Dale                    | Joe Perry                      | Peter Ebdon                      | Tom Ford               | +8  |
| 27          | Joe Perry                  | Joe Perry                       | Tom Ford                       | Tom Ford                         | Jamie Cope             | −12 |
| 28          | Ryan Day                   | Fergal O’Brien                  | Ryan Day                       | Dominic Dale                     | Marco Fu               | −5  |
| 29          | Ken Doherty                | Marco Fu                        | Peter Ebdon                    | Ryan Day                         | Jamie Jones            | +18 |
| 30          | Liang Wenbo                | Ryan Day                        | Mark King                      | Fergal O’Brien                   | Ryan Day               | −2  |
| 31          | Dominic Dale               | Tom Ford                        | Fergal O’Brien                 | Mark King                        | Mark King              | −5  |
| 32          | Gerard Greene              | Ken Doherty                     | Rory McLeod                    | Ken Doherty                      | Anthony Hamilton       | +4  |
| 33          | Robert Milkins             | Rory McLeod                     | Ken Doherty                    | Rory McLeod                      | Michael Holt           | +12 |
| 34          | Tom Ford                   | Anthony Hamilton                | Anthony Hamilton               | Michael Holt                     | Fergal O’Brien         | +3  |
| 35          | Rory McLeod                | Liang Wenbo                     | Michael Holt                   | Anthony Hamilton                 | Ken Doherty            | −6  |
| 36          | Anthony Hamilton           | Robert Milkins                  | Gerard Greene                  | Gerard Greene                    | Robert Milkins         | −3  |
| 37          | Fergal O’Brien             | Gerard Greene                   | Nigel Bond                     | Steve Davis                      | Liang Wenbo            | −7  |
| 38          | Mike Dunn                  | Michael Holt                    | Robert Milkins                 | Robert Milkins                   | Rory McLeod            | −3  |
| 39          | Jamie Burnett              | Jack Lisowski                   | Jack Lisowski                  | Liang Wenbo                      | Jamie Burnett          |     |
| 40          | Nigel Bond                 | Matthew Selt                    | Matthew Selt                   | Nigel Bond                       | Jack Lisowski          | +12 |
| 41          | Barry Pinches              | Mike Dunn                       | Jamie Jones                    | Jamie Burnett                    | Xiao Guodong           | +23 |
| 42          | Mark Joyce                 | Jamie Burnett                   | Liang Wenbo                    | Jamie Jones                      | Gerard Greene          | −10 |
| 43          | Matthew Selt               | Steve Davis                     | Steve Davis                    | Matthew Selt                     | Ben Woollaston         | +26 |
| 44          | Steve Davis                | Nigel Bond                      | Jamie Burnett                  | Mike Dunn                        | Matthew Selt           | −1  |
| 45          | Michael Holt               | Jamie Jones                     | Joe Jogia                      | Jack Lisowski                    | Nigel Bond             | −5  |
| 46          | Tony Drago                 | Alan McManus                    | Alan McManus                   | Alan McManus                     | Jimmy White            | +9  |
| 47          | Jamie Jones                | Dave Harold                     | Jimmy White                    | Joe Jogia                        | Joe Jogia              | +2  |
| 48          | Dave Harold                | Joe Jogia                       | Mike Dunn                      | Jimmy White                      | Dave Harold            |     |
| 49          | Joe Jogia                  | Barry Pinches                   | Dave Harold                    | Xiao Guodong                     | Mike Dunn              | −11 |
| 50          | Peter Lines                | Mark Joyce                      | Xiao Guodong                   | Mark Joyce                       | Anthony McGill         | +9  |
| 51          | Alan McManus               | Tony Drago                      | Mark Joyce                     | Ben Woollaston                   | Steve Davis            | −7  |
| 52          | Jack Lisowski              | Xiao Guodong                    | Ben Woollaston                 | Dave Harold                      | Alan McManus           | −1  |
| 53          | Jimmy Robertson            | Peter Lines                     | Jimmy Robertson                | Jimmy Robertson                  | Peter Lines            | −3  |
| 54          | Joe Swail                  | Jimmy White                     | Tony Drago                     | Anthony McGill                   | Michael White          | +12 |
| 55          | Jimmy White                | Ben Woollaston                  | Barry Pinches                  | Michael White                    | Jimmy Robertson        | −2  |
| 56          | Adrian Gunnell             | Anthony McGill                  | Anthony McGill                 | Barry Pinches                    | Liu Chuang             | −4  |
| 57          | Alfie Burden               | Jimmy Robertson                 | Michael White                  | Tony Drago                       | David Gilbert          | +17 |
| 58          | Rod Lawler                 | James Wattana                   | James Wattana                  | James Wattana                    | Yu Delu                | neu |
| 59          | Anthony McGill             | Liu Chuang                      | Peter Lines                    | Peter Lines                      | Mark Joyce             | −17 |
| 60          | Liu Chuang                 | Alfie Burden                    | Liu Chuang                     | Andy Hicks                       | Alfie Burden           | −3  |
| 61          | Andy Hicks                 | Adrian Gunnell                  | Liu Song                       | Liu Chuang                       | Andy Hicks             |     |
| 62          | Liu Song                   | Liu Song                        | Adrian Gunnell                 | Adrian Gunnell                   | Adam Duffy             | neu |
| 63          | Ian McCulloch              | Joe Swail                       | Andy Hicks                     | Liu Song                         | James Wattana          | +4  |
| 64          | Xiao Guodong               | Andy Hicks                      | Li Yan                         | Alfie Burden                     | Barry Pinches          | −23 |
| 65          | Björn Haneveer             | Michael White                   | David Gilbert                  | Joe Swail                        | Tony Drago             | −19 |
| 66          | Michael White              | Rod Lawler                      | Ian McCulloch                  | David Gilbert                    | Liam Highfield         | +2  |
| 67          | James Wattana              | Ian McCulloch                   | Alfie Burden                   | Ian McCulloch                    | Liu Song               | −5  |
| 68          | Liam Highfield             | Liam Highfield                  | Joe Swail                      | Rod Lawler                       | Li Yan                 | neu |
| 69          | Ben Woollaston             | Passakorn Suwannawat            | Rod Lawler                     | Yu Delu                          | Joe Swail              | −15 |
| 70          | Matthew Couch              | Li Yan                          | Liam Highfield                 | Li Yan                           | Adrian Gunnell         | −14 |
| 71          | Andrew Pagett              | Andrew Pagett                   | Passakorn Suwannawat           | Adam Duffy                       | Cao Yupeng             | neu |
| 72          | Paul Davison               | Yu Delu                         | Kurt Maflin                    | Liam Highfield                   | Ian McCulloch          | −9  |
| 73          |                            | David Gilbert                   | Yu Delu                        | Kurt Maflin                      | David Morris           | neu |
| 74          | David Gilbert              | Andrew Norman                   | Adam Duffy                     | David Morris                     | Kurt Maflin            | neu |
| 75          | Igor Figueiredo            | Björn Haneveer                  | Andrew Norman                  | Andrew Norman                    | Rod Lawler             | −17 |
| 76          |                            | Matthew Couch                   | David Morris                   | Passakorn Suwannawat             | Sam Craigie            | neu |
| 77          |                            | Adam Duffy                      | Tian Pengfei                   | Sam Craigie                      | Passakorn Suwannawat   | neu |
| 78          |                            | Kurt Maflin                     | Andrew Pagett                  | Sam Baird                        | Andrew Norman          | +9  |
| 79          |                            | Paul Davison                    | Sam Craigie                    | Andrew Pagett                    | Sam Baird              | +3  |
| 80          |                            | David Morris                    | David Grace                    | Tian Pengfei                     | David Grace            | neu |
| 81          |                            | Tian Pengfei                    | Sam Baird                      | David Grace                      | Tian Pengfei           | neu |
| 82          | Sam Baird                  | Scott MacKenzie                 | Dechawat Poomjaeng             | Paul Davison                     | Luca Brecel            | neu |
| 83          |                            | Sam Craigie                     | Björn Haneveer                 | Cao Yupeng                       | Aditya Mehta           | neu |
| 84          |                            | Aditya Mehta                    | Cao Yupeng                     | Adam Wicheard                    | Andrew Pagett          | −13 |
| 85          |                            | Simon Bedford                   | Aditya Mehta                   | Matthew Couch                    | Adam Wicheard          | neu |
| 86          |                            | Cao Yupeng                      | Paul Davison                   | Dechawat Poomjaeng               | Paul Davison           | −14 |
| 87          | Andrew Norman              | Dechawat Poomjaeng              | Matthew Couch                  | Aditya Mehta                     | Dechawat Poomjaeng     | neu |
| 88          |                            | Sam Baird                       | Luca Brecel                    | Björn Haneveer                   | Matthew Couch          | −18 |
| 89          |                            | David Grace                     | Scott MacKenzie                | Simon Bedford                    | Simon Bedford          | neu |
| 90          |                            | David Hogan                     | Simon Bedford                  | Luca Brecel                      | Scott MacKenzie        | neu |
| 91          |                            | Luca Brecel                     | Adam Wicheard                  | Scott MacKenzie                  | Daniel Wells           | neu |
| 92          |                            | Robin Hull                      | Robin Hull                     | David Hogan                      | Stuart Carrington      | neu |
| 93          |                            | Adam Wicheard                   | David Hogan                    | Robin Hull                       | David Hogan            | neu |
| 94          |                            | Stuart Carrington               | Stuart Carrington              | Stuart Carrington                | Robin Hull             | neu |
| 95          |                            | Kacper Filipiak                 | Kacper Filipiak                | Daniel Wells                     | Björn Haneveer         | −30 |
| 96          |                            | Joe Meara                       | Joe Meara                      | Lucky Vatnani                    | Lucky Vatnani          | neu |
| 97          |                            | Daniel Wells                    | Daniel Wells                   | Kacper Filipiak                  | Kacper Filipiak        | neu |
| 98          |                            | Igor Figueiredo                 | Lucky Vatnani                  | Joe Meara                        | Igor Figueiredo        | −23 |
| 99          |                            | Lucky Vatnani                   | Igor Figueiredo                | Igor Figueiredo                  | Joe Meara              | neu |

Zum Anzeigen der Platzierungen 17–99 rechts auf [Ausklappen] drücken.

## Qualifikation für die Main-Tour 2011/12
Neben den 64 bestplatzierten Spielern der Weltrangliste zum Abschluss der Saison 2010/11 wurden die übrigen 36 Startplätze wie folgt vergeben:
| Qualifikation über die PTC Order of Merit: 1. Matthew Couch 2. Liam Highfield 3. Andrew Pagett 4. Bjorn Haneveer 5. Michael White 6. Paul Davison 7. Ben Woollaston 8. Igor Figueiredo Wildcards: 1. Yu Delu 2. James Wattana 3. Lucky Vatnani 4. Luca Brecel | Qualifikation über die Q School (Turnier 1, Turnier 2 und Turnier 3): 1. Andrew Norman 2. David Grace 3. Adam Wicheard 4. Robin Hull 5. Li Yan 6. David Morris 7. Simon Bedford 8. Tian Pengfei 9. Kurt Maflin 10. Stuart Carrington 11. Adam Duffy 12. David Gilbert | Internationale Meisterschaften: 1. Dechawat Poomjaeng (IBSF-Amateurweltmeister) 2. Sam Craigie (IBSF-U21-Weltmeister) 3. nicht vergeben (EBSA-Europameister) 4. Kacper Filipiak (EBSA-U21-Europameister) 5. Passakorn Suwannawat (ACBS-Asienmeister) 6. Cao Yupeng (ACBS-U21-Asienmeister) Nominierungen der National- bzw. Kontinentalverbände 1. Sam Baird (England) 2. Daniel Wells (Wales) 3. Scott MacKenzie (Schottland) 4. Joe Meara (Nordirland) 5. David Hogan (Irland) 6. Aditya Mehta (Asien) |

## Punkteschlüssel
Gesetzte Spieler, die ihr erstes Spiel verlieren, erhalten nur die halbe Punktzahl (in der Tabelle in Klammern unter der regulären Punktzahl dargestellt).
| Runde                                           | 1 (Letzte 96)                 | 2 (Letzte 80)                   | 3 (Letzte 64)                                | 4 (Letzte 48)                   | 5 (Letzte 32)                               | Achtelfinale | Viertelfinale | Halbfinale | Zweiter | Sieger |
| ----------------------------------------------- | ----------------------------- | ------------------------------- | -------------------------------------------- | ------------------------------- | ------------------------------------------- | ------------ | ------------- | ---------- | ------- | ------ |
|                                                 | Plätze 65–80 vs. Plätze 81–96 | Plätze 49–64 vs. Sieger Runde 1 | Plätze 33–48 vs. Sieger Runde 2              | Plätze 16–32 vs. Sieger Runde 3 | Plätze 1–16 vs. Sieger Runde 4              |              |               |            |         |        |
| Australian Goldfields Open                      | 400 (200)                     | 650 (325)                       | 900 (450)                                    | 1150 (575)                      | 1400 (700)                                  | 1900         | 2500          | 3200       | 4000    | 5000   |
| Shanghai Masters                                | 560 (280)                     | 910 (455)                       | 1260 (630)                                   | 1610 (805)                      | 1960 (980)                                  | 2660         | 3500          | 4480       | 5600    | 7000   |
| UK Championship                                 | 640 (320)                     | 1040 (520)                      | 1440 (720)                                   | 1840 (920)                      | 2240 (1120)                                 | 3040         | 4000          | 5120       | 6400    | 8000   |
| Welsh Open                                      | 400 (200)                     | 650 (325)                       | 900 (450)                                    | 1150 (575)                      | 1400 (700)                                  | 1900         | 2500          | 3200       | 4000    | 5000   |
| World Open                                      | 560 (280)                     | 910 (455)                       | 1260 (630)                                   | 1610 (805)                      | 1960 (980)                                  | 2660         | 3500          | 4480       | 5600    | 7000   |
| China Open                                      | 560 (280)                     | 910 (455)                       | 1260 (630)                                   | 1610 (805)                      | 1960 (980)                                  | 2660         | 3500          | 4480       | 5600    | 7000   |
| Snookerweltmeisterschaft                        | 800 (400)                     | 1300 (650)                      | 1800 (900)                                   | 2300 (1150)                     | 2800 (1400)                                 | 3800         | 5000          | 6400       | 8000    | 10000  |
| Runde                                           |                               | 1 (Letzte 96)                   | 2 (Letzte 64)                                | 3 (Letzte 48)                   | 4 (Letzte 32)                               | Achtelfinale | Viertelfinale | Halbfinale | Zweiter | Sieger |
|                                                 |                               | Plätze 65–96 vs. Plätze 33–64   | Sieger Runde 1 vs. Sieger Runde 1            | Plätze 17–32 vs. Sieger Runde 2 | Plätze 1–16 vs. Sieger Runde 3              |              |               |            |         |        |
| German Masters                                  |                               | 650 (325)                       | 900 (450)                                    | 1150 (575)                      | 1400 (700)                                  | 1900         | 2500          | 3200       | 4000    | 5000   |
| Runde                                           |                               |                                 | 1 (Letzte 128)                               | 2 (Letzte 64)                   | 3 (Letzte 32)                               | Achtelfinale | Viertelfinale | Halbfinale | Zweiter | Sieger |
|                                                 |                               |                                 | Plätze 65–96 und 32 Amateure vs. Plätze 1–64 |                                 |                                             |              |               |            |         |        |
| Players Tour Championship (alle 12 Vorturniere) |                               |                                 | -                                            | 360                             | 560                                         | 760          | 1000          | 1280       | 1600    | 2000   |
| Runde                                           |                               |                                 |                                              |                                 | 1 (Letzte 24)                               | Achtelfinale | Viertelfinale | Halbfinale | Zweiter | Sieger |
|                                                 |                               |                                 |                                              |                                 | (Qualifikation über die 12 PTC-Vorturniere) |              |               |            |         |        |
| Players Tour Championship (Finalturnier)        |                               |                                 |                                              |                                 | 840                                         | 1140         | 1500          | 1920       | 2400    | 3000   |

## Ehrungen
Nach Abschluss der Saison wurden noch folgenden Spielern diverse Ehrungen zuteil:
World Snooker Player of the Year: Ronnie O’Sullivan

Snooker Writers Player of the Year: Ronnie O’Sullivan

Fans Player of the Year: Judd Trump

Rookie of the Year: Luca Brecel

Performance of the Year: Stuart Bingham

Magic Moment of the Year: Stephen Hendry’s 147

147 Club (Spieler die ein Maximum Break während der Saison spielten): Ronnie O’Sullivan, Mike Dunn, David Gray, Ricky Walden, Ding Junhui, Jamie Cope, Matthew Stevens, Marco Fu, Robert Milkins, Stephen Hendry

Hall of Fame (Neuzugänge): Walter Donaldson, Mark Williams, John Higgins, Ronnie O’Sullivan.